# Swissphone Quattro

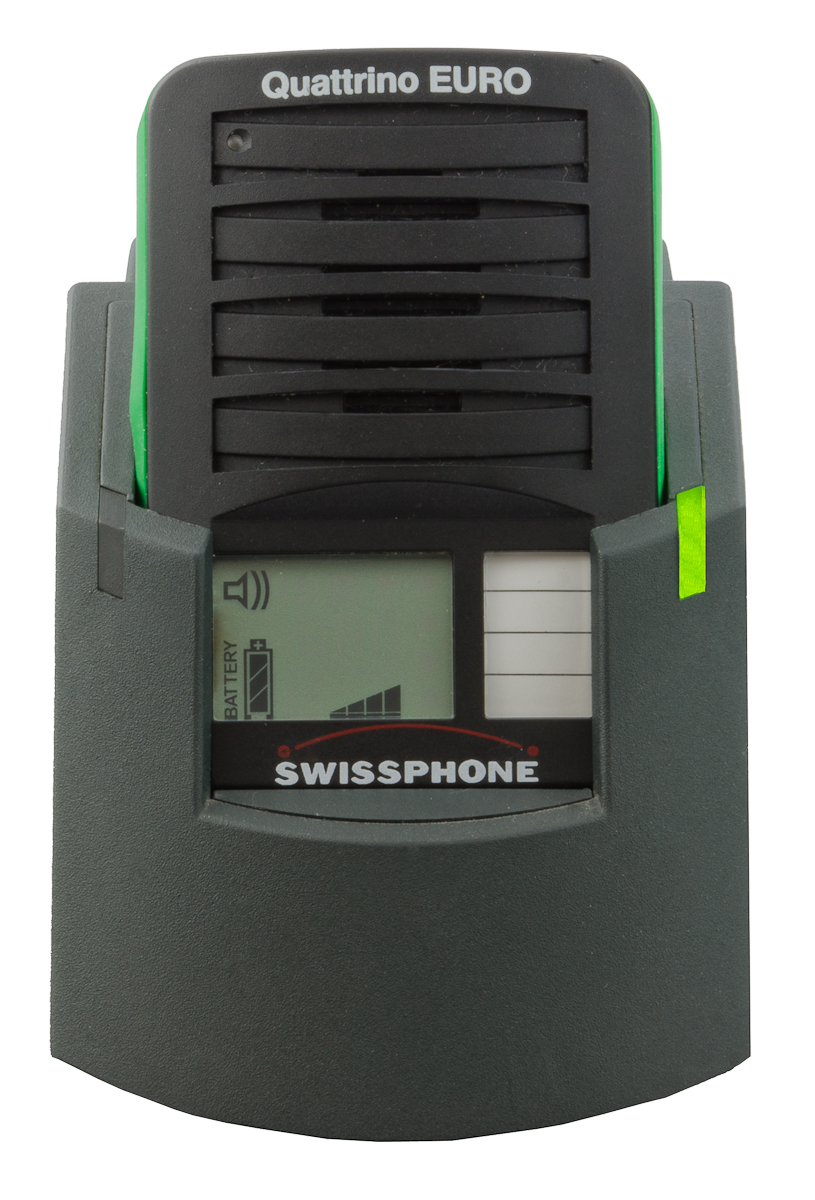
Swissphone Quattrino EURO RE429NT-16 Funkmeldeempfänger mit Ladegerät

Der Swissphone Quattro oder Quattro ist ein Funkmeldeempfänger des Herstellers Swissphone. Er dient zur Alarmierung oder Benachrichtigung von Personen oder Personengruppen über ein Funknetz. Das Gerät kommt überwiegend bei den Behörden und Organisationen mit Sicherheitsaufgaben (BOS) zum Einsatz. Das Gerät ist tragbar und kann durch seinen Clip auf der Rückseite auch am Gürtel getragen werden.

## Technische Beschreibung
Die Standardausführung des Quattros arbeitet im 4-Meter-Band-Bereich. Die Empfänger müssen für den jeweiligen Funkkanal eingestellt und abgeglichen werden. Die Alarmierung erfolgt analog über eine 5-Ton-Folge, auf die das Gerät spezifisch kodiert werden muss. Die Kodierung der Tonfolge(n) erfolgt über einen Integrierten Schaltkreis (IC). Wird eine der programmierten 5-Ton-Folgen empfangen, ertönt zunächst ein zuvor programmiertes Signal. Gleichzeitig blinkt die LED und der Melder vibriert. Dies kann je nach erkannter 5-Ton-Folge unterschiedlich sein und ist individuell programmierbar. Anschließend wird der Empfänger geöffnet und der Funkverkehr hörbar. Wird für eine gewisse Zeit kein Signal mehr empfangen geht der Alarmempfänger in den Modus „Anruferinnerung“. Dabei ertönt ein zyklischer Signalton. Der Funkverkehr ist hörbar. Die Zeiten sind programmierbar.

## Funktionen
Zum Einschalten des Gerätes sind beide Knöpfe gleichzeitig für einen kurzen Moment zu betätigen. Die Lautstärke zum Mithören des Funkspruchs ist einstellbar. Optional ist der Meldeempfänger auf Lautlos oder „Minipiep“ einstellbar. Ebenso gibt es eine Mithörfunktion, die in der Programmierung gesperrt oder freigegeben werden kann. Über die 5-Pol-DIN-Buchse am Ladegerät (LGRA) ist ein Relais oder eine Alarmpfeife ansteuerbar.

## Modellvarianten
Es erschienen folgende Modelle:
- Swissphone Quattro 96
- Swissphone Quattro 96 S
- Swissphone Quattro 98
- Swissphone Quattro 98 S
- Swissphone Quattro M
- Swissphone Quattro XL
- Swissphone Quattro XL+
- Swissphone Quattro XLS
- Swissphone Quattro XLS+
- Swissphone Quattro Mi
- Swissphone Quattro XLi
- Swissphone Quattro XLSi
- Swissphone Quattro MKSi

## Einsatzbereiche
Das Gerät ist heute noch flächendeckend bei vielen Organisationen verbreitet, die analog alarmieren. Neben dem Einsatz im ehren- und hauptamtlichen Bereich bei Rettungsdienst oder Feuerwehr ist das Gerät aufgrund seiner einfachen Handhabung, seines geringen Funktionsumfangs und der Preisgünstigkeit vor allem beim Katastrophenschutz und bei den Hilfsorganisationen weit verbreitet.
Aufgrund des zunehmenden Digitalfunks bei den BOS wurden mehrere digitale Melder, u. a. die Swissphone Hurricane-Reihe, entwickelt. Die Hurricane-Modelle unterscheiden sich rein äußerlich nur durch die Beschriftung und des Displays von der analogen Quattro-Reihe.
Im vierten Quartal 2018 wurde die letzte analoge Quattro-Serie (Quattro Mi, XLi, XLSi und MKSi) vom Hersteller Swissphone zum 31. Dezember 2018 abgekündigt. Als Nachfolger ist bereits seit 2016 das Modell „s.QUAD Voice“ von Swissphone für die analoge Alarmierung auf dem Markt erhältlich.